# Bahía Melo
La bahía Melo o puerto Melo es un accidente litoral ubicado en la costa norte del Golfo San Jorge, en el departamento Florentino Ameghino, en la Provincia del Chubut (Patagonia Argentina). Se halla a 35 km al sur de la ciudad de Camarones. Se encuentra aproximadamente en la posición geográfica 44°59′27″S 65°45′43″O / -44.99083, -65.76194.

## Historia y características

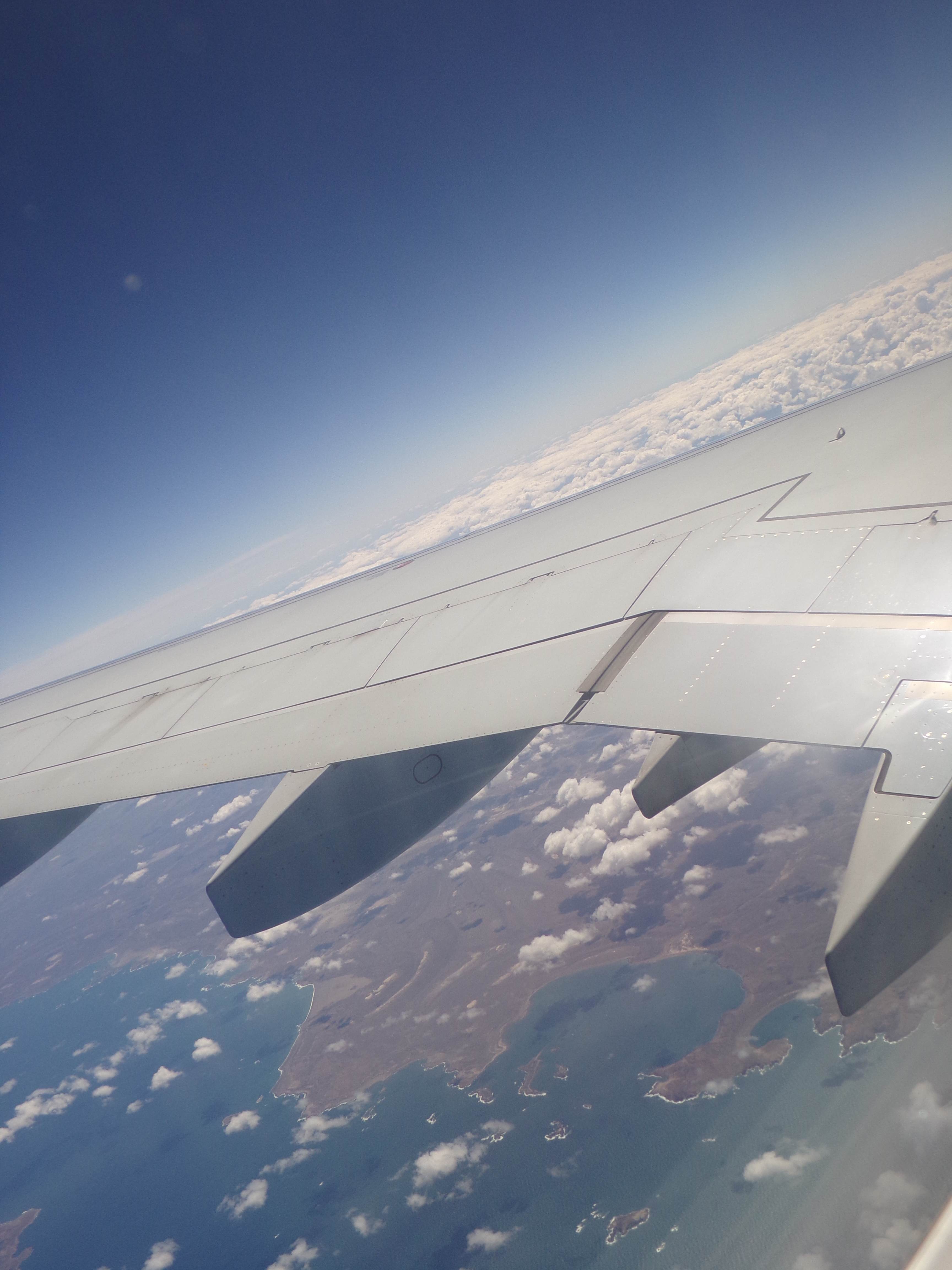
Vista área del área de la bahía Melo.

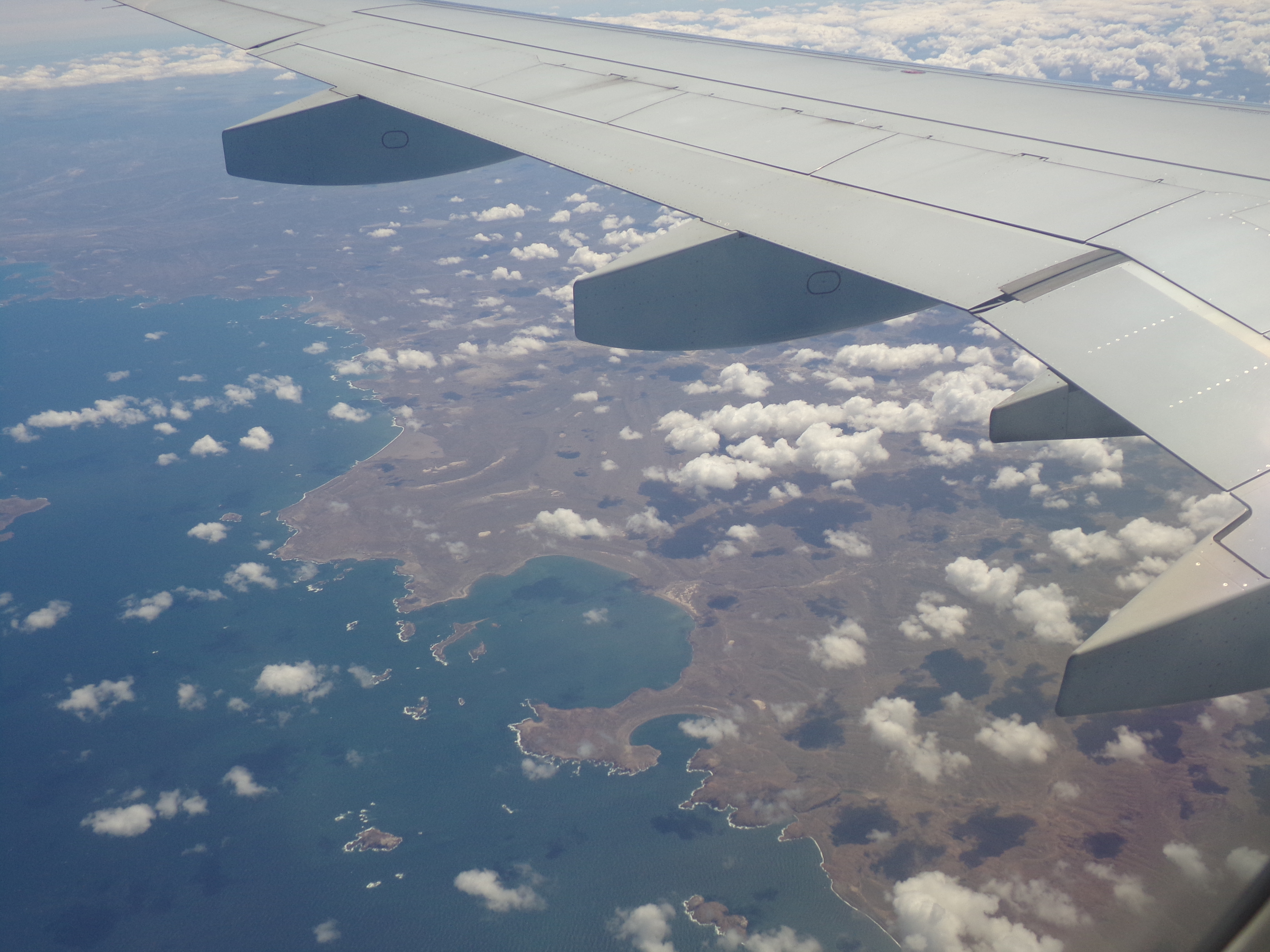
Otra vista.

A unos 5 kilómetros al sur de la bahía existe un pequeño archipiélago integrado por la isla Tova, la isla Tovita, la isla Este, la isla Gaviota, la isla Sur, los islotes Goëland, islote Gran Robredo, islote Pequeño Robredo, y varios otros islotes y rocas.
Tanto en las costas de la bahía (lado este) como en las cercanas islas, existían guaneras que fueron explotadas comercialmente desde la década de 1980 hasta principios de la década de 1990. En el pasado la bahía fue utilizada por algueros de la desaparecida empresa Patagonia Comercial S.R.L., quienes dejaron abandonadas varias edificaciones en las costas donde vivían y trabajaban los empleados. Se extraía Gracilaria y Macrocystis.
Los explotadores de algas habían denominado a las playas de la costa este de la bahía como Playa Barriles, y Arredondo chico o Arredondo II, haciendo referencia a la cercana bahía Arredondo, ubicada inmediatamente al este. Soriano S.A. fue otra de las empresas que buscó y obtuvo concesiones para la explotación de algas en la bahía. En el mejor momento de la actividad económica el gobierno del Chubut había permitido dos concesiones en el área, una en la costa este y otra en la oeste, que coexistían sin dificultad.
En 2008 se creó el Parque Interjurisdiccional Marino Costero Patagonia Austral, el cual incluye a la bahía Melo.